# Distrikt Pucayacu
Der Distrikt Pucayacu liegt in der Provinz Leoncio Prado in der Region Huánuco in Zentral-Peru. Der Distrikt wurde am 8. Dezember 2015 aus Teilen des Distrikts José Crespo y Castillo gebildet. Er erstreckt sich über eine Fläche von 743 km².Beim Zensus 2017 wurden 3921 Einwohner gezählt. Sitz der Distriktverwaltung ist die etwa 570 m hoch gelegene Ortschaft Pucayacu mit 907 Einwohnern (Stand 2017). Pucayacu befindet sich 62,5 km nordnordwestlich der Provinzhauptstadt Tingo María. Die Nationalstraße 5N von Tingo María nach Tocache durchquert den Südwestteil des Distrikts.

## Geographische Lage
Der Distrikt Pucayacu befindet sich im äußersten Norden der Provinz Leoncio Prado an der Westflanke der Cordillera Azul am Ostufer des nach Norden strömenden Río Huallaga. Der Río Aspuzana fließt entlang der westlichen Distriktgrenze nach Süden. Im Norden des Distrikts befindet sich das Quellgebiet des Río Pucayacu. Dieser durchquert im Anschluss den Distrikt José Crespo y Castillo. Der Unterlauf des Río Pucayacu befindet sich dann wieder innerhalb des Distrikts Pucayacu. Río Aspuzana und Río Pucayacu sind beides rechte Nebenflüsse des Río Huallaga.
Der Distrikt Pucayacu grenzt im Südosten, im Süden und im Südwesten an den Distrikt José Crespo y Castillo, im Westen an den Distrikt Nuevo Progreso (Provinz Tocache), im Norden an den Distrikt Alto Biavo (Provinz Bellavista) 
sowie im Nordosten an den Distrikt Contamana (Provinz Ucayali).

## Ortschaften
Im Distrikt gibt es neben dem Hauptort folgende größere Ortschaften:
- Consuelo
- Maronilla